# Thrattidion noctivagus
Thrattidion noctivagus és una espècie de peix pertanyent a la família dels clupeids i l'única del gènere Thrattidion.

## Descripció
- Pot arribar a fer 2,1 cm de llargària màxima.
- 12-18 radis tous a l'aleta dorsal i 23-25 a l'anal.[3][4]

## Alimentació
Menja plàncton i insectes terrestres.

## Hàbitat
És un peix d'aigua dolça, pelàgic i de clima tropical (6°N-3°N).

## Distribució geogràfica
Es troba a Àfrica: és un endemisme del riu Sanaga a Edea (el Camerun).

## Observacions
És inofensiu per als humans.